# Cine Club da Universidad Austral de Chile
O Cine Club da Universidade Austral de Chile foi criado com motivo da realização da primeira Escola de Verão da Universidade. Em 8 de janeiro de 1963 organiza-se um ciclo de cinema internacional. Desses 10 dias de exibição nasce o Cine Club, sendo o mais antigo dos cinemas universitários de Chile. Sua organização é autônoma, mas depende do Departamento de Extensão Cultural da universidade. Sua sala de projeção se encontra no Campus Ilha Teja.
Desde 1994 organiza o Festival Internacional de Cinema de Valdivia.